# Daiya Seto

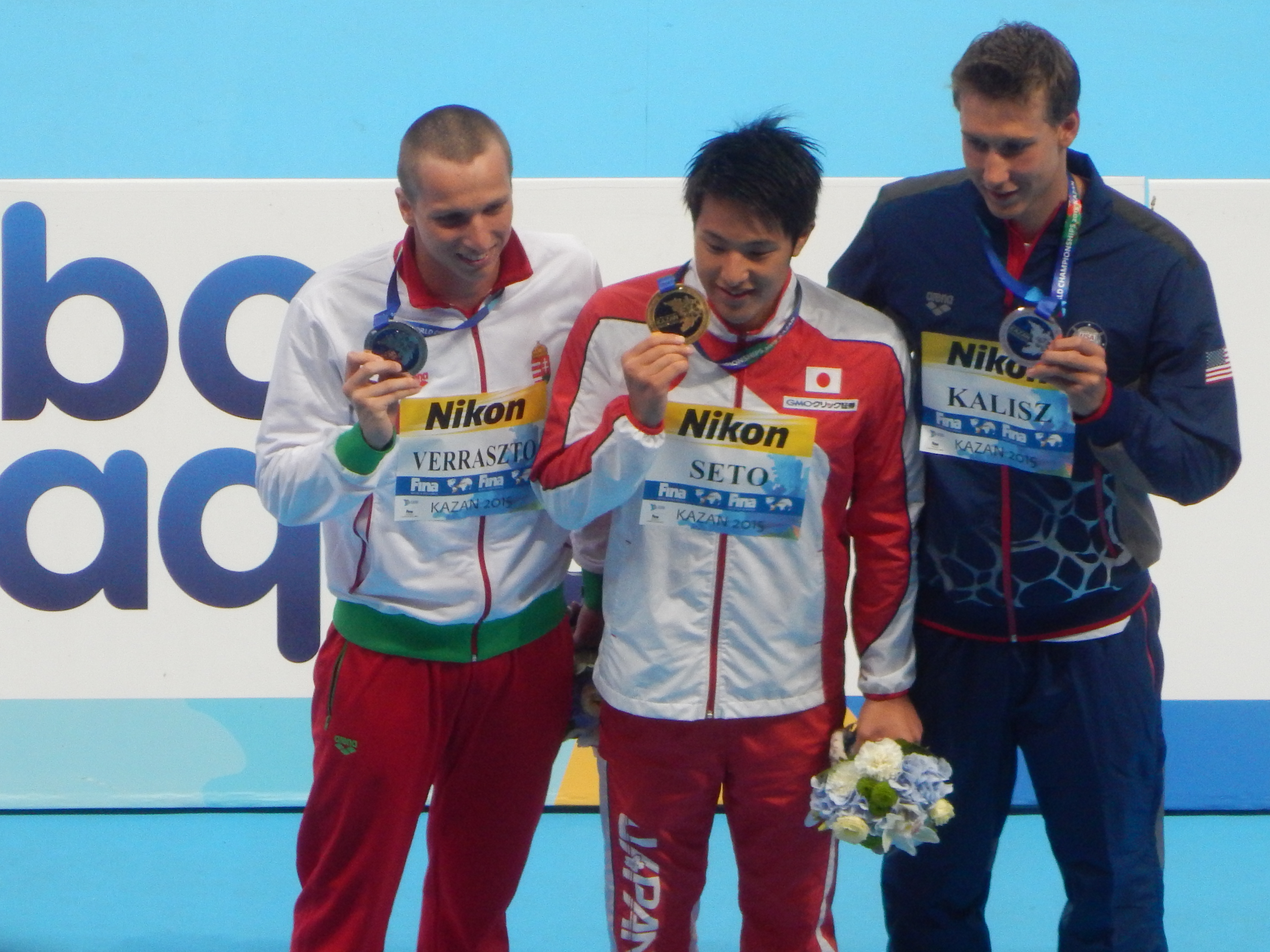
Seto (midden) met Dávid Verrasztó (links) en Chase Kalisz.

Daiya Seto (Japans: 瀬戸大也, Seto Daiya) (Moroyama (Prefectuur Saitama) 24 mei 1994) is een Japanse zwemmer. Hij vertegenwoordigde zijn vaderland op de Olympische Zomerspelen 2016 in Rio de Janeiro.

## Carrière
Bij zijn internationale debuut, op de wereldkampioenschappen kortebaanzwemmen 2012 in Istanboel, veroverde Seto de wereldtitel op de 400 meter wisselslag en sleepte hij de zilveren medaille in de wacht op de 200 meter wisselslag. Daarnaast eindigde hij als achtste op de 100 meter wisselslag, op de 4x200 meter vrije slag eindigde hij samen met Yuki Kobori, Fumiya Hidaka en Kosuke Hagino op de zesde plaats.
Op de wereldkampioenschappen zwemmen 2013 in Barcelona sleepte de Japanner de wereldtitel in de wacht op de 400 meter wisselslag, op de 200 meter wisselslag eindigde hij op de zevende plaats. Samen met Takeshi Matsuda, Sho Sotodate en Yuki Kobori zwom hij in de series van de 4x200 meter vrije slag, in de finale eindigden Matsuda, Sotodate en Kobori samen met Kosuke Hagino op de vijfde plaats.
In Gold Coast nam Seto deel aan de Pan-Pacifische kampioenschappen zwemmen 2014. Op dit toernooi veroverde hij de gouden medaille op de 200 meter vlinderslag en de bronzen medaille op de 200 meter wisselslag, daarnaast eindigde hij als vijfde op de 400 meter wisselslag. Tijdens de Aziatische Spelen 2014 in Incheon behaalde de Japanner de gouden medaille op de 200 meter vlinderslag en de bronzen medaille op de 400 meter wisselslag. Op de 4x200 meter vrije slag legde hij samen met Yuki Kobori, Kosuke Hagino en Takeshi Matsuda beslag op de gouden medaille. Op de wereldkampioenschappen kortebaanzwemmen 2014 in Doha sleepte Seto drie medaille in de wacht; goud op de 400 meter wisselslag, zilver op de 200 meter vlinderslag en brons op de 200 meter wisselslag.
In Kazan nam de Japanner deel aan de wereldkampioenschappen zwemmen 2015. Op dit toernooi prolongeerde hij zijn wereldtitel op de 400 meter wisselslag, op de 200 meter vlinderslag eindigde hij op de zesde plaats en op de 200 meter wisselslag strandde hij in de halve finales. Samen met Yuki Kobori, Tsubasa Amai en Naito Ehara werd hij uitgeschakeld in de series van de 4x200 meter vrije slag.
Tijdens de Olympische Zomerspelen van 2016 in Rio de Janeiro veroverde Seto de bronzen medaille op de 400 meter wisselslag. Daarnaast eindigde hij als vijfde op de 200 meter vlinderslag.

## Internationale toernooien
| Jaar | Olympische Spelen                     | WK langebaan                                                                            | WK kortebaan                                                                  | PanPacs                                                 | Aziatische Spelen                                      |
| ---- | ------------------------------------- | --------------------------------------------------------------------------------------- | ----------------------------------------------------------------------------- | ------------------------------------------------------- | ------------------------------------------------------ |
| 2012 | geen deelname                         |                                                                                         | 8e 100m wisselslag · 200m wisselslag · 400m wisselslag · 6e 4x200m vrije slag |                                                         |                                                        |
| 2013 |                                       | 7e 200m wisselslag · 400m wisselslag · 5e 4x200m vrije slag · Seto zwom enkel de series |                                                                               |                                                         |                                                        |
| 2014 |                                       |                                                                                         | 200m vlinderslag · 200m wisselslag · 400m wisselslag                          | 200m vlinderslag · 200m wisselslag · 5e 400m wisselslag | 200m vlinderslag · 400m wisselslag · 4x200m vrije slag |
| 2015 |                                       | 6e 200m vlinderslag · 14e 200m wisselslag · 400m wisselslag · 10e 4x200m vrije slag     |                                                                               |                                                         |                                                        |
| 2016 | 5e 200m vlinderslag · 400m wisselslag |                                                                                         | 6-11 december                                                                 |                                                         |                                                        |

## Persoonlijke records
Bijgewerkt tot en met 6 augustus 2016
Kortebaan
| Afstand          | Tijd    | Datum            | Plaats    |
| ---------------- | ------- | ---------------- | --------- |
| 200m vrije slag  | 1.43,90 | 2 november 2014  | Singapore |
| 200m schoolslag  | 2.04,50 | 10 augustus 2013 | Berlijn   |
| 200m vlinderslag | 1.48,92 | 7 december 2014  | Doha      |
| 100m wisselslag  | 53,10   | 15 december 2012 | Istanboel |
| 200m wisselslag  | 1.51,79 | 5 december 2014  | Doha      |
| 400m wisselslag  | 3.56,33 | 4 december 2014  | Doha      |

Langebaan
| Afstand          | Tijd    | Datum             | Plaats              |
| ---------------- | ------- | ----------------- | ------------------- |
| 200m vrije slag  | 1.48,71 | 8 juni 2014       | Monte Carlo         |
| 200m schoolslag  | 2.11,21 | 15 juni 2014      | Barcelona           |
| 100m vlinderslag | 52,72   | 11 juni 2015      | Barcelona           |
| 200m vlinderslag | 1.54,08 | 21 september 2014 | Incheon             |
| 200m wisselslag  | 1.57,32 | 12 juni 2014      | Canet-en-Roussillon |
| 400m wisselslag  | 4.08,47 | 6 augustus 2016   | Rio de Janeiro      |